# Aymen Toumi
Aymen Toumi (Susa, 11 de julio de 1990) es un jugador de balonmano tunecino que juega como extremo derecho en el AS Mónaco. Es internacional con la selección de balonmano de Túnez.
Con la selección ganó la medalla de oro en el Campeonato Africano de Balonmano Masculino de 2012 y el bronce en el Campeonato Mundial de Balonmano Masculino Junior de 2011.

## Carrera
Aymen Toumi jugó en el ES Sahel donde ganó la liga de Túnez y la Liga de Campeones de balonmano de África. También destacó con la selección en el Campeonato Mundial de Balonmano Masculino Junior de 2011 y en el Campeonato Africano de Balonmano Masculino de 2012. Por esto fichó en 2013 por el HBC Nantes club en el que jugó hasta 2015, año en el que fichó por el Montpellier HB. En 2016 renovó su contrato con dicho club.

## Palmarés

### Sahel
- Liga de Túnez de balonmano (1): 2011
- Copa de Túnez de balonmano (1): 2010
- Liga de Campeones de África (1): 2010
- Supercopa de África (1): 2013

### Nantes
- Copa de la Liga de balonmano (1): 2015

### Montpellier
- Copa de Francia de balonmano (1): 2016
- Copa de la Liga de balonmano (1): 2016
- Liga de Campeones de la EHF (1): 2018

## Clubes
- ES Sahel ( -2013)
- HBC Nantes (2013-2015)
- Montpellier HB (2015-2018)
- Frontignan Thau Handball (2019-2020)
- AS Mónaco (2020- )